# Pycnostachys abyssinica
Pycnostachys abyssinica là một loài thực vật có hoa trong họ Hoa môi. Loài này được Fresen. miêu tả khoa học đầu tiên năm 1838.